# Julian Deininger
Julian Deininger (23. května 1852 Vídeň – 15. srpna 1924 Vídeň) byl vídeňský architekt a pedagog, otec Wunibalda Deiningera.

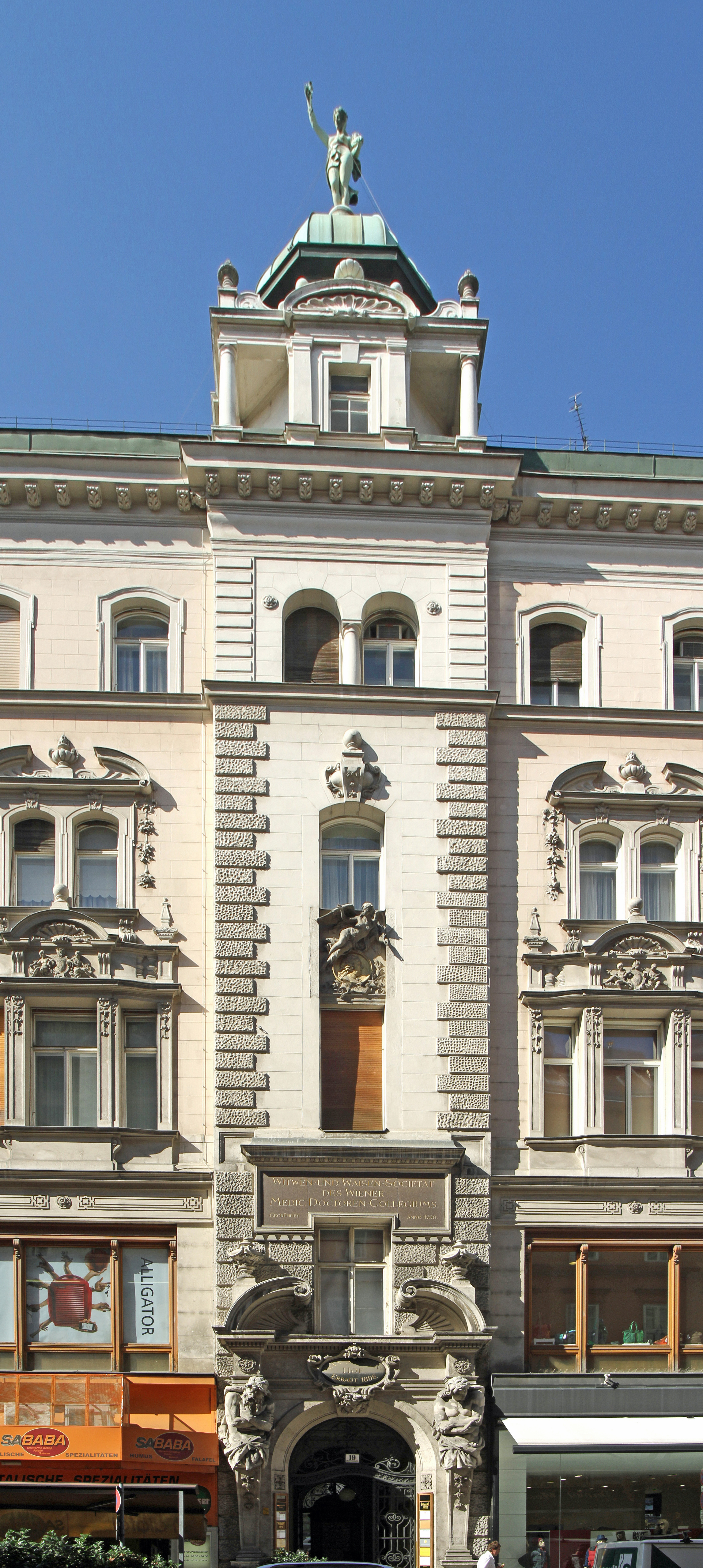
Van Swieten Hof, Vídeň

## Život
Julian (Julius) Deininger byl známý projektant, c. k. vrchní stavební rada, generální konzervátor Centrální komise ve Vídni, profesor a pak ředitel vídeňské průmyslové školy (učitel J. M. Olbricha), kde byl jeho kolegou Camillo Sitte (1843–1903). Syn Theodor (1881–1908), Wunibald (1879–1963) i bratr Johann (1849–1931) byli také architekti. Manželka Ludmila rozená Schönfussová pocházela z jižní Moravy.
Studoval na Technické vysoké škole ve Vídni u Heinricha von Ferstela, pak na Akademii výtvarných umění u Friedricha von Schmidta (1825–1891), který byl zaměřen na novogotickou architekturu. Praxi vykonal ve stavební kanceláři vídeňského spolku Cottage a v roce 1876 nastoupil do ateliéru Friedricha von Schmidta. Zde pracoval na návrhu stavby novogotické vídeňské radnice. Od roku 1883 pracuje jako samostatný architekt. V letech 1887 až 1888 řídil přestavbu vídeňského domu umění (Künstlerhaus). V roce 1901 byl členem poroty na přestavbu Schmetterhausu v Opavě. Díky svým kontaktům v moravskoslezských městech, kde byl zván do porot tamních architektonických soutěží, pomohl s uvedením svého syna Wunibalda mezi známé architekty. Společně vytvořili soutěžní návrhy nebo je realizovali.
Během svého života obdržel mnohá ocenění a vyznamenání. Např. v roce 1888 obdržel rytířský kříž Řád Františka Josefa. Zemřel 15. srpna 1924 ve Vídni a je pohřben na Ústředním hřbitově ve Vídni.

## Dílo

### Projekty a stavby
Hlavní novobarokní oltář minoritního kostela sv. Ducha v Opavě (1889)
Soutěžní projekt Moravskoslezské vzájemné pojišťovny pro Brno (1898 nerealizováno) 

### Ve Vídni
- činžovní dům d'Orsay (1885–1886, ul. Piaristická)
- nájemní dům Van Swieten Hof (1896, ul. Rotenturmstrasse 19) pozdní historismus zpestřený secesními prvky a detaily.
- dům a tiskárna F. Jaspera (1892)
- obytný a obchodní dům na Wollzeile 28 (1900) pozdní historismus zpestřený secesními prvky a detaily.

### Ve spolupráci s Wunibaldem Deinigerem

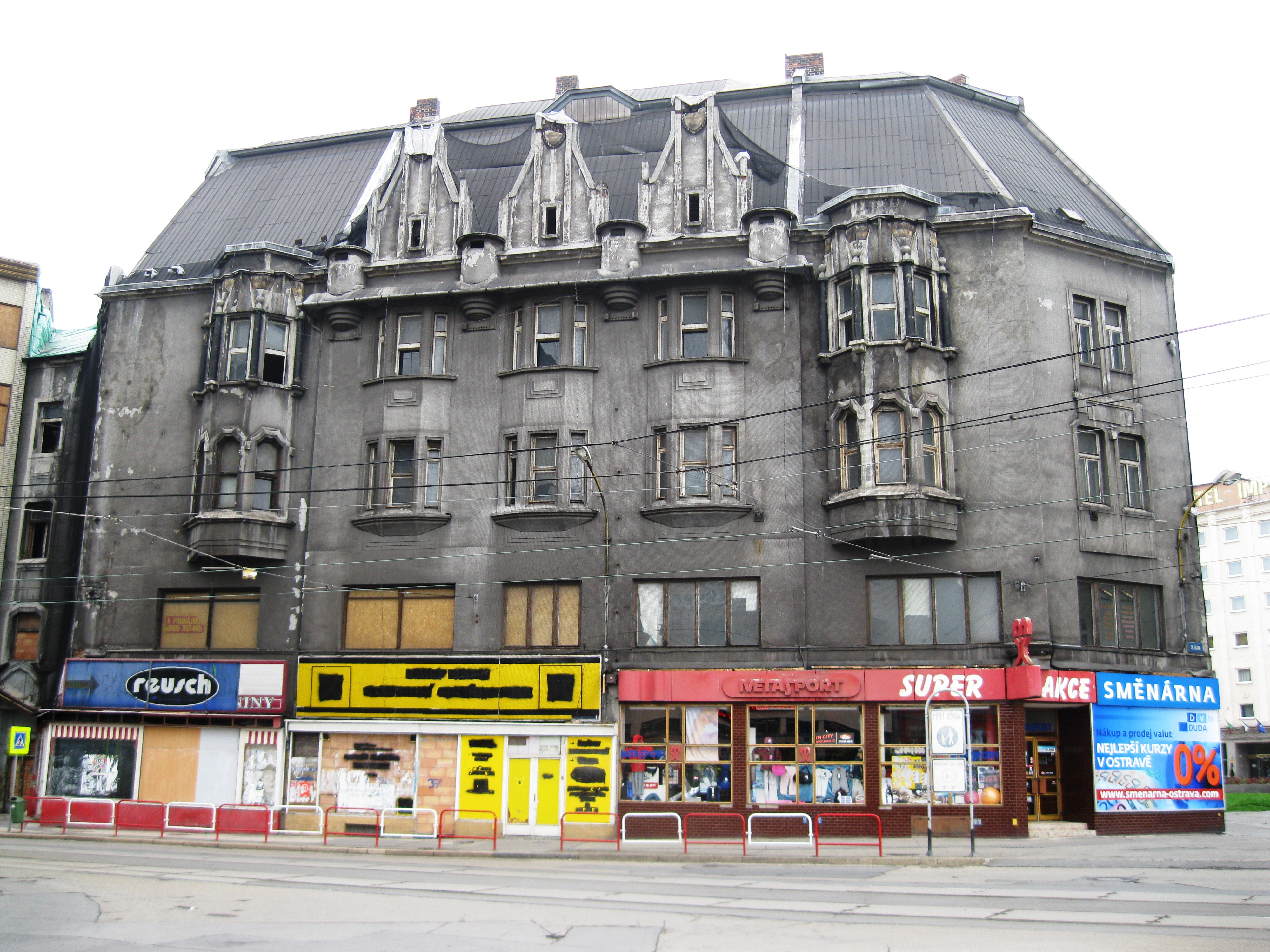
Obchodní a živnostenská banka v Moravské Ostravě

- Obchodní a živnostenská banka v Moravské Ostravě (1904–1906). Návrh byl oceněn prvním místem v architektonické soutěži[p. 3], které se zúčastnilo 71 autorů s 85 návrhy. Stavba byla zrealizována od května 1904 do května 1905.[4] Fasáda ukončená vysokými štíty, věžičkami a arkýři připomínal zaalpskou renezanci, ale střídmé, lakonické podání historických motivů prozrazuje vliv reformních snah, vyřazujících z britských ostrovů.[3][5] Budova byla rozdělena na dvě části – východní a západní, které využívaly společné zázemí, a důmyslný komunikační systém, který tyto části propojoval. Obchodní, kancelářské a obytné místnost byly umístěny po vnějším obvodu, kdežto ostatní zázemí směřovalo do dvorů. Budova banky patří mezi kvalitní příklady snah a proměn vídeňské architektury v podmínkách Moravské Ostravy.
- lázeňský dům U zlatého kříže v Karlových Varech (1906–1907)
- vila Ladewig v Gutensteinu
- Obchodní akademie ve Vídni (1906–1908).
- Obchod s nábytkem Richarda Ludwiga v Mödlingu (1910).

### Nerealizované projekty
- 1882 soutěžní projekt pomníku připomínající obléhání Vídně Turky (2. místo v soutěži)
- 1894 radnice v Korneuburgu, Dolní Rakousy (2. místo v soutěži)
- 1898 Moravskoslezská vzájemná pojišťovna v Brně
- 1902 soutěžní návrh spořitelny ve Šluknově
- 1913 Německé kasíno v Praze (soutěžní návrh s Wunibaldem Deiningerem a Rudolfem Truskou.

## Rodina
Otec Johann Deininger byl továrníkem, zabýval se výrobou hedvábí ve Vídni, matka Maria rozená Nestler byla dcerou lékaře z Dolních Dunajovic, jižní Morava. Julius Deininger se oženil v roce 1877 s Ludmilou rozenou Schönfussová, která pocházela z jižní Moravy. Jejich manželského svazku se narodily čtyři děti:
- dcera Elsa,
- syn Wunibald (1879–1963) architekt,
- syn Theodor (1881–1908) architekt,
- dcera Ella

Jeho bratr Johann Deininger (1849–1931) byl architekt, ředitel státní obchodní školy v Insbrucku, Tyroly.